# Manuel Milián Mestre
Manuel Milián Mestre est un homme politique espagnol ayant appartenu au Parti populaire (PP), né en 1943 à Forcall.
Il est député de la province de Barcelone au Congrès des députés entre 1989 et 2000.